# Sudán en los Juegos Olímpicos de Atlanta 1996
Sudán estuvo representado en los Juegos Olímpicos de Atlanta 1996 por cuatro deportistas masculinos que compitieron en dos deportes.. Compitieron en atletismo y tenis de mesa.
El equipo olímpico sudanés no obtuvo ninguna medalla en estos Juegos.